# Cyanophrys remus
Cyanophrys remus is een vlinder uit de familie van de Lycaenidae. De wetenschappelijke naam van de soort is voor het eerst geldig gepubliceerd in 1868 door William Chapman Hewitson. De soort komt voor in Argentinië en het zuiden van Brazilië.